# Thanawat Montree
Thanawat Montree (thailändisch ธนวัช มนตรี, * 18. Februar 1998) ist ein thailändischer Fußballspieler.

## Karriere
Thanawat Montree steht seit 2019 beim Nakhon Pathom United FC unter Vertrag. Der Verein aus Nakhon Pathom spielte in der zweithöchsten thailändischen Liga, der Thai League 2. Sein Zweitligadebüt für Nakhon Pathom gab er am 28. Februar 2021 im Auswärtsspiel beim Kasetsart FC. Hier wurde er in der 83. Minute für Teerayut Ngamlamai eingewechselt. Am Ende der Saison 2022/23 feierte er mit Nakhon Pathom die Meisterschaft und den Aufstieg in die erste Liga. Am Ende der Saison 2024/25 belegte er mit Nakhon Pathom den vorletzten Tabellenplatz und musste somit in die zweite Liga absteigen.

## Erfolge
Nakhon Pathom United FC
- Thailändischer Zweitligameister: 2022/23  ▲